# Zamia purpurea
Zamia purpurea és una espècie de gimnosperma de la divisió Cycadophyta,  família Zamiaceae. És un endemisme de Mèxic on es distribueix per Veracruz i Oaxaca. El seu hàbitat natural són els boscos humits de les terres baixes  subtropicals o  tropicals. És considerada en perill d'extinció per la pèrdua d'hàbitat.

## Hàbitat
Aquesta espècie creix principalment al bosc perennifoli gairebé com una planta de sotabosc, generalment en afloraments de pedra calcària a terra del bosc humit.
La destrucció de l'hàbitat com a resultat de la tala per als cultius i el pasturatge ha tingut un efecte nociu sobre les plantes en el medi silvestre.

## Taxonomia
Zamia purpurea va ser descrita per Vovides, J.D.Rees i Vázq.Torres i publicat a Flora de Veracruz 26: 28–31, f. 5. 1983.